# Kurzawka (Raszowa)
Kurzawka (śl.: Kuszówka, niem.: Kuschofka) – przysiółek wsi Raszowa, położony w Polsce, w województwie opolskim, w powiecie strzeleckim, w gminie Leśnica. Do 1945 roku Kurzawka znajdowała się na terenach niemieckich. W latach 1975–1998 miejscowość administracyjnie należała do ówczesnego województwa opolskiego. Populacja przysiółka wynosi 45 osób.
W okresie hitlerowskiego reżimu w latach 1939-1945 miejscowość nosiła nazwę Kuschhofen. 
Kurzawka, razem ze wsią Łąki Kozielskie oraz przysiółkiem Rokicie, należy do parafii pod wezwaniem Wszystkich Świętych w Raszowej.